# M74 (БРЕМ)
M74 (англ. M74 Armored Recovery Vehicle) — гусенична броньована ремонтно-евакуаційна машина виробництва США, створена на базі танка M4A3 HVSS компанією Bowen-McLaughlin-York. БРЕМ призначалася для виконання ремонтних, відновлювальних та евакуаційних робіт середньої та важкої бронетехніки в польових (бойових) умовах; переважно броньованої техніки типу M26 Pershing та M47 Patton. M74 уперше була прийнята на озброєння армії США в 1954 році й перебувала у лавах інженерних підрозділів армії до початку 1980-х років.

## Зміст
Розробка броньованої ремонтно-евакуаційної машини на базі варіанту танка M4 Sherman M4A3 HVSS розпочалася у 1953 році. Основною фактором було надходження на озброєння американської армії важких танків типу M26 Pershing та M47 Patton, з якими не міг впоратися попередник M74 — M32 Tank Recovery Vehicle. Головним призначенням нової БРЕМ була технічна підтримка механізованих та танкових підрозділів, оснащених танками цього типу. Машина оснащувалася «А»-подібним тальним механізмом, гідравлічною лебідкою на 27000 кг, легкою вторинною лебідкою загального призначення і фронтальним бульдозером, що в разі необхідності також служить якорем для важких операцій лебідки.

## Оператори
- Бельгія: ~56 в Бельгійській армії (у період 1954 — 1980-ті роки)
- Ізраїль: в Ізраїльській армії
- Іспанія: на службі в Сухопутних військах Іспанії
- Португалія: 13 од. на озброєнні Португальської армії
- США
  - Армія США
  - Корпус морської піхоти США
- Югославія: декілька одиниць на озброєнні Сухопутних військ Югославії